# Vertisol

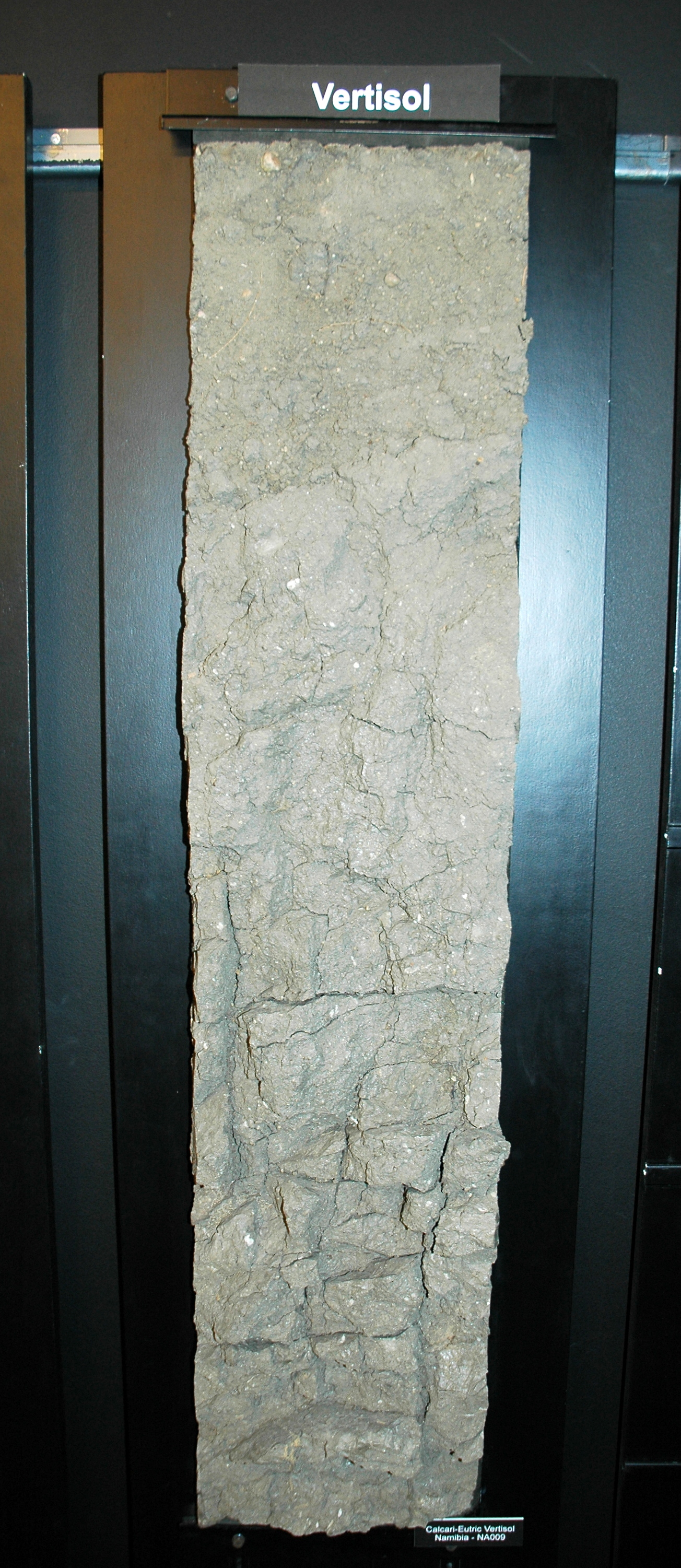
Vertisol (Namibië)

Vertisols (Latijn: vertere keren, omdraaien en solum bodem)  zijn kleirijke bodems met brede en diepe scheuren, die zich voornamelijk vormen onder grasland of onderaan hellingen. Vertisols beslaan ca. 335 miljoen hectare, ongeveer 2 procent van het landoppervlak van de wereld, voornamelijk in de (sub)tropische delen van Australië, Afrika en India. Ook delen van de Verenigde Staten en Europa zijn ermee bedekt. Ongeveer 150 miljoen hectare is potentieel bouwland. Vertisols in de tropen beslaan circa 200 miljoen hectare. Hiervan wordt een kwart beschouwd als bruikbaar voor de landbouw.
Een vertisol is rijk (minimaal 30 %) is aan expansieve kleimineralen zoals het tot de smectietgroep behorende montmorilloniet. Wanneer er na een droge periode, waarbij diepe scheuren en spleten aan de oppervlakte zijn gevormd, er door regenval een vernatting van de bodem optreedt, dan zullen er door de sterke zwel- en krimpeigenschappen van deze kleimineralen vertische bodembewegingen ontstaan. Hierbij worden lutumdeeltjes (klei) die in de scheuren zijn gevallen door de bovengrond verplaatst en vermengd. Dit bodemvormende (pedogenetische) proces wordt ook wel argillipedoturbatie genoemd. 

## Eigenschappen
Vertisolen zijn moeilijk bewerkbaar. De gronden zijn zeer slecht waterdoorlatend. In droge perioden zijn ze zeer hard en is er nauwelijks water beschikbaar. In natte perioden zijn ze zeer kleverig en is er vaak wateroverlast. Het gebruik varieert van zeer extensive veeteelt, verzamelen van brandhout, kleinschalige productie van rijst, sorghum, katoen, bonen tot grootschalige geïrrigeerde landbouw (onder andere katoen, tarwe, gerst, sorghum, bonen, vlas, suikerriet).

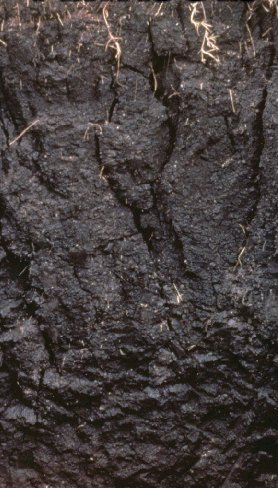
Vertisol profiel

## Classificatie
Vertisols worden op het hoogste niveau onderscheiden in de World Reference Base for Soil Resources (WRB) en in de Amerikaanse bodemclassficatie (USDA Soil Taxonomy)
In de Soil Taxonomy vormen de Vertisolen een van de 12 bodemtypes (orders). Ze worden onderverdeeld in de volgende suborders:
- Aquerts zijn vertisols met een lage permeabiliteit, waardoor water moeilijk kan infiltreren. Ze hebben periodiek of continu een hoge grondwaterstand (< 50 cm diep), wat leidt tot oxidatie - en reductieprocessen, zichtbaar als mangaan en ijzer vlekken (gleyverschijnselen). Het mangaan is de oorzaak van de donkere kleur van de bodem.
- Cryerts zijn vertisols uit een kouder klimaat, ze komen het meest voor onder graslanden in Canada en Rusland.
- Xererts zijn gekenmerkt door hun scheuren die ten minste 60 dagen per jaar open zijn door regen of ijs. Ze komen het voor in mediterrane klimaten (rond de Middellandse Zee en delen van Californië).
- Torrerts zijn ook gekenmerkt door hun scheuren die ten minste 60 dagen per jaar open zijn, ook moet de bodemtemperatuur op 50 cm diepte boven de 8° zijn. Ze komen voor in het westen van Texas, New Mexico, Arizona, and South Dakota. Maar ook in grote delen van Australië.
- Usterts hebben scheuren die ten minste 90 dagen per jaar open zijn. Ze komen vooral voor in moesson-gevoelige gebieden in India en Afrika en in de staten Texas, Montana, Hawaï en Californië van de Verenigde Staten.
- Uderts moeten minder dan 90 dagen, en meer dan 60 dagen scheuren bevatten tijdens de zomer. Deze kunnen worden gevonden in Uruguay en het oosten van Argentinië. Ook in Queensland en in de "Black Belt" van Mississippi en Alabama.

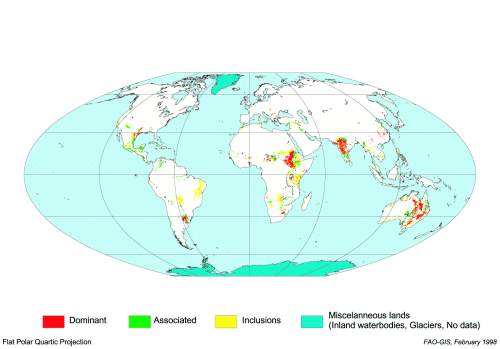
Voorkomen van Vertisols

World Reference Base for Soil Resources: Acrisol · Alisol · Andosol · Anthrosol · Arenosol · Calcisol · Cambisol · Chernozem · Cryosol · Durisol · Ferralsol · Fluvisol · Gleysol · Gypsisol · Histosol · Kastanozem · Leptosol · Lixisol · Luvisol · Nitisol · Phaeozem · Planosol · Plinthosol · Podzol · Regosol · Retisol · Solonchak · Solonetz · Stagnosol · Technosol · Umbrisol · Vertisol

USDA Soil Taxonomy: Alfisol · Andosol · Aridisol · Entisol · Gelisol · Histosol · Inceptisol · Mollisol · Oxisol · Spodosol · Ultisol · Vertisol

Nederlandse bodemclassificatie: Veengronden · Podzolgronden · Brikgronden · Eerdgronden · Vaaggronden